# Fernand Raynaud
Fernand Raynaud (19 de mayo de 1926 – 28 de septiembre de 1973) fue un humorista y actor de nacionalidad francesa. Raynaud fue uno de los artistas cómicos más conocidos de Francia entre los años 1950 y 1960. Inicialmente artista de cabaret y music-hall, consiguió la fama nacional gracias a la televisión. Su estilo cómico consistía en presentar historias divertidas basadas en las situaciones cotidianas en las que se veía involucrado el ciudadano francés medio. Explotó con eficacia y talento los medios propios de la farsa y el circo: malentendidos, absurdos, meteduras de pata, uso de la mímica y la mueca, multiplicidad de acentos, y fluidez alternando a los diferentes protagonistas en el seno de un mismo número, presentando un personaje de tonto con traje demasiado grande que era una reminiscencia del tipo de payaso Augusto.

## Biografía
Nacido en Clermont-Ferrand, Francia, su padre era capataz de Michelin, tras haber sido empleado de la SNCF. Su hermana Yolande, trece años mayor que él, fue un personaje destacado de sus números.  Los 15 años de edad dejó la escuela tras obtener la graduación. 
Actuó en el teatro de aficionados y trabajó como empleado de un arquitecto, proyeccionista de cine, y peón en el aeródromo de Aulnat. Con 15 años, durante la Segunda Guerra Mundial, y tras una última disputa con su padre, se fue a vivir a París. A los 18 años perdió dos dedos en un accidente. Según una versión, estaba agotado por el trabajo y, preocupado en no molestar a una pareja, se durmió cerca de una vía, arrancándole un tren dos dedos de la mano izquierda. Otra versión explicaba que perdió los dedos a los 17 años, manipulando accidentalmente un hacha uno de sus amigos en un establo. 
Con 18 años, desde mayo de 1944 a febrero de 1945, trabajó en Clermont-Ferrand en la dirección regional del Service National de la Statistique (futuro Institut national de la statistique et des études économiques). A comienzos de los años 1950 conoció a Jean Nohain, decidiéndose así su carrera. Participó en la emisión televisiva 36 chandelles, en la que coincidió con Roger Pierre et Jean-Marc Thibault, Darry Cowl, Jacques Courtois y Omer y Raymond Devos. Precisamente creó uno de sus números más célebres, Un certain temps, a partir de una anécdota ocurrida a Jean Nohain durante su servicio militar.
En diciembre de 1955 se casó con la cantante Renée Caron. Tras la boda vivió varios años en Gennevilliers. Algunos de sus sketches se basaban en personajes con los que coincidía en la vida cotidiana, como fue el caso de Le 22 à Asnières. En 1959 fue el primer humorista francés en llevar a cabo un one-man-show en el Théâtre des Variétés, obteniendo el éxito durante 18 meses con su espectáculo Fernand Raynaud Chaud. Después encadenó giras por Francia, Canadá, África y el Océano Pacífico. Actuó con regularidad en el Olympia de París y en la sala Bobino. 

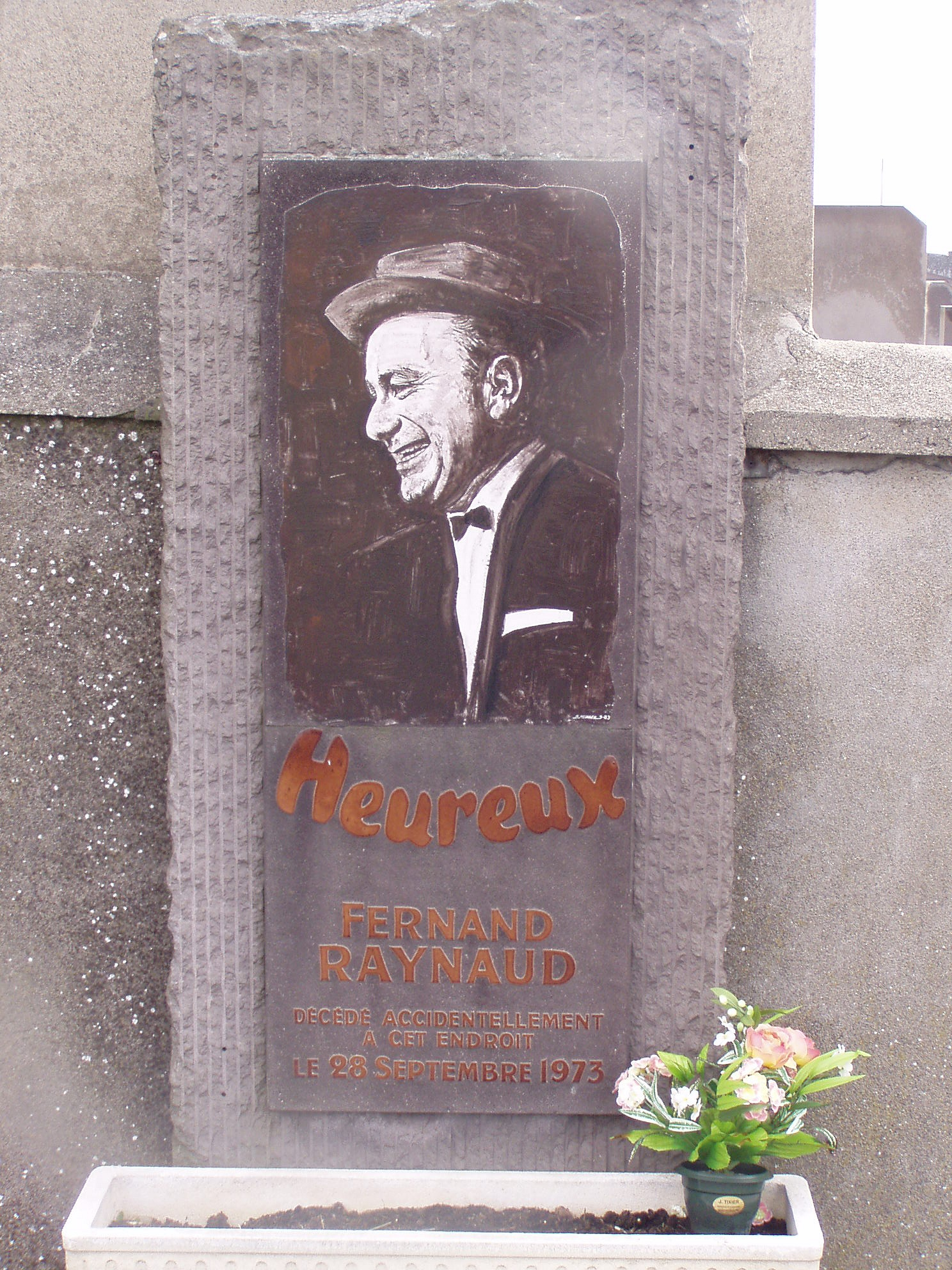
Placa en el Cementerio de Cheix-sur-Morge.

En 1962 actuó en El burgués gentilhombre, de Molière, interpretando a Monsieur Jourdain. Un año más tarde, fue Sganarelle en Don Juan, de Molière, junto a Georges Descrières. En 1970 llevó a cabo un espectáculo enteramente mímico en el Théâtre de la Ville, Une heure sans paroles, con el que obtuvo un gran éxito.
El 28 de septiembre de 1973, cuando viajaba a Clermont-Ferrand para una gala en beneficio de los trabajadores, sufrió un accidente mortal al chocar su Rolls-Royce Silver Shadow a gran velocidad contra el muro del cementerio a la entrada de Le Cheix, dos días después de que le hubieran robado su Citroën SM. Una placa conmemorativa señala el lugar. Fue enterrado en Bourbonnais, en el Cementerio de Saint-Germain-des-Fossés. 

## Números célebres
- A la banque
- Allô ! Tonton ? Pourquoi tu tousses ?
- A vertaison
- Aux deux folles
- Au théâtre des armées
- Avec deux croissants…
- Bourreau d' enfants
- Ça eut payé(le paysans)
- C'est étudié pour
- Comment ça va?
- En vacances avec ma sœur
- Heureux !
- I'm comic
- J'ai souffert dans ma jeunesse
- J' avais plein de p'tits boutons
- J'm'amuse
- J'suis pas un imbécile
- La 2 CV de ma sœur
- La bougie
- La chatte à ma sœur
- Le douanier
- La pipe à pépé
- La plongeuse du café des sports
- La prévention routière
- La roulette
- La tasse de lait
- Le 22 à Asnières
- Le baptême de l' air
- Le bègue
- Le bluff
- Le caporal chef de carrière
- Le défilé militaire
- Le fromage de Hollande
- Le fut du canon
- Le hallebardier
- Le match de boxe
- Le paysan (Ça eût payé, Crésus)
- Le peintre et son modèle
- Le plombier
- Le président
- Le raciste
- Le rackett
- Le repas de noces
- Le réfrigérateur
- Le sportif
- Le tailleur
- Le timbre à 0 Fr. 25
- Le tweed
- Les chinois en Suisse
- Les croissants
- Les deux folles
- Les lacets
- Les œufs cassés
- Les oranges
- L'augmentation
- Ma sœur s' est mariée
- Moi, mon papa il a un vélo
- Mon beau-frère "inspecteur des platanes"
- Monsieur l'abbé est très gentil
- Ma sœur s'est mariée
- Moi, mon truc c'est le vélo
- Ne me parle pas de Grenoble
- On peut rêver
- Qu'est-ce que c'est que le radar?
- Restons Français
- Toto en pension
- Un certain temps
- Un mariage en grandes pompes
- Vive le camping
- Vlan, passe-moi l'éponge
- Y'a pas de justice(les citrouilles)
- Zanzi Bar
- Zizi gougou

## Canciones
Fernand Raynaud interpretó numerosas canciones cómicas, escritas habitualmente por Raymond Mamoudy y compuestas por su amigo y pianista Marcel Rossi. Entre ellas figuran Si tu savais (comedia musical Purée de nous z'otres), Les gens riaient, Et vlan' passe moi l'éponge (letras de Jacques Martin), y La chanson de Paris.

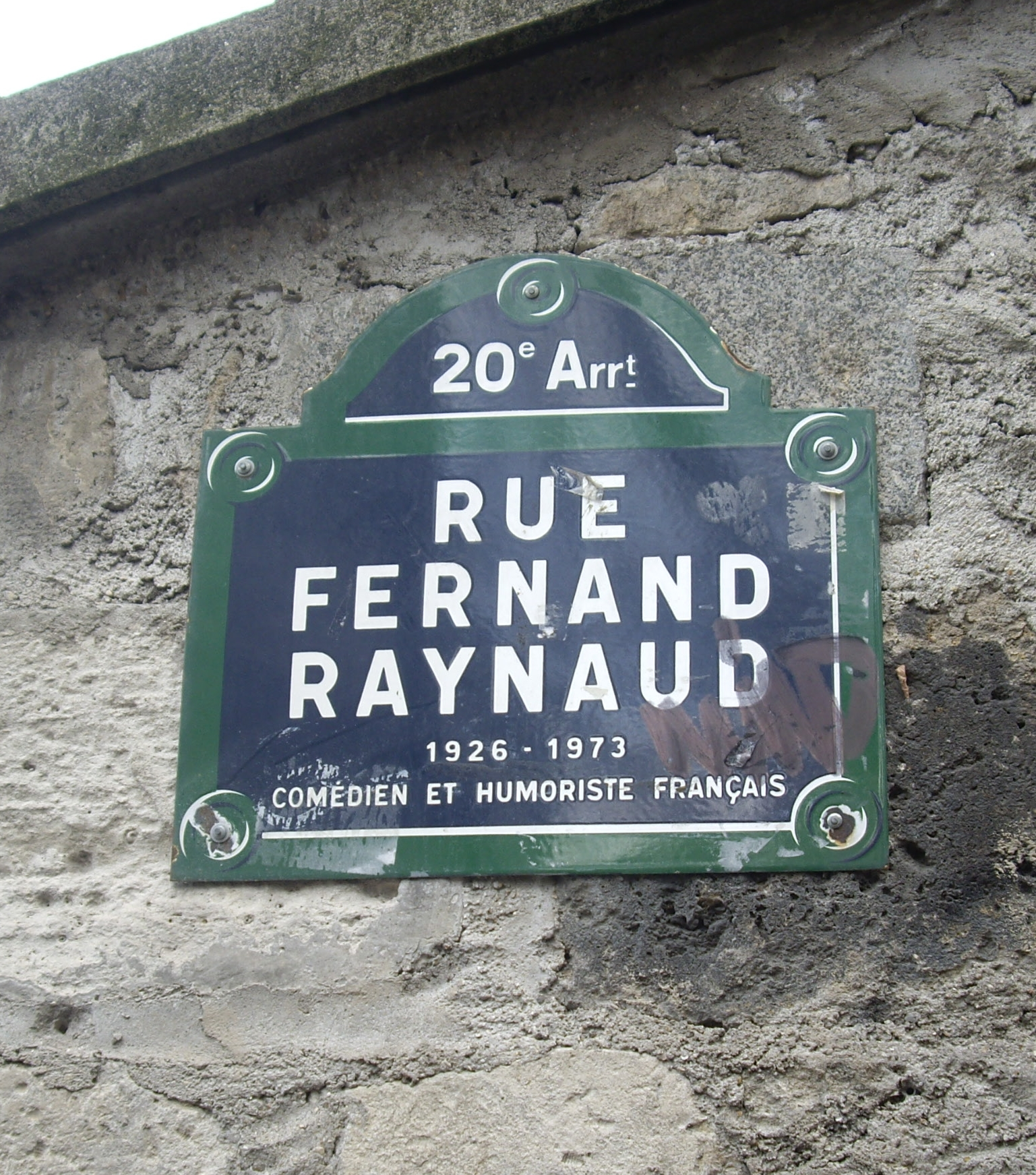
Placa de la calle Fernand-Raynaud, en París

## Filmografía
La carrera de Raynaud quedó limitada a explotar la vena cómica que había asegurado su éxito sobre las tablas. En el cine hizo papeles idénticos a los que encarnó en los teatros, llevando sus personajes de manera habitual su propio primer nombre.

### Cine
- 1955 : La Bande à papa, de Guy Lefranc
- 1955 : 33 tours et puis s'en vont, de Henri Champetier
- 1956 : Fernand cow-boy, de Guy Lefranc
- 1956 : La vie est belle, de Roger Pierre y Jean-Marc Thibault
- 1957 : C'est arrivé à 36 chandelles, de Henri Diamant-Berger y Fernand Rivers
- 1957 : Fernand clochard, de Pierre Chevalier
- 1958 : Arènes joyeuses, de Maurice de Canonge
- 1958 : Le Sicilien, de Pierre Chevalier
- 1959 : Houla-houla, de Robert Darène
- 1959 : Minute papillon, de Jean Lefèvre
- 1959 : La Marraine de Charley, de Pierre Chevalier
- 1960 : Le Mouton, de Pierre Chevalier
- 1961 : Auguste, de Pierre Chevalier
- 1962 : C'est pas moi, c'est l'autre, de Jean Boyer
- 1962 : Nous irons à Deauville, de Francis Rigaud
- 1968 : Salut Berthe !, de Guy Lefranc
- 1969 : L'Auvergnat et l'Autobus, de Guy Lefranc

### Televisión
- 1961 : La Belle Américaine, de Robert Dhéry
- 1967 : Au théâtre ce soir : Auguste, de Raymond Castans, escenografía de Christian-Gérard, dirección de Pierre Sabbagh, Théâtre Marigny

## Teatro
- 1957 : Auguste, de Raymond Castans, escenografía de Jean Wall, Théâtre des Nouveautés
- 1958 : Auguste, de Raymond Castans, escenografía de Jean Wall, Théâtre des Célestins
- 1962 : El burgués gentilhombre, de Molière, escenografía de Jean-Pierre Darras, Théâtre Hébertot